# Rico Henry
Rico Antonio Henry (Birmingham, 8 juli 1997) is een Engelse profvoetballer die bij voorkeur als linksback speelt. Hij maakte in 2016 de overstap van Millwall naar Brentford.

## Clubcarrière

### Walsall
Na een periode bij Cadbury Athletic en een mislukte proefperiode bij Aston Villa,  sloot Henry zich op 11-jarige leeftijd aan bij Walsall. Op 14-jarige leeftijd werd hij omgebouwd van centrale middenvelder tot linksback.  In 2014 tekende hij zijn eerste profcontract, nadat hij indruk had gemaakt bij het jeugdelftal van de club. Henry maakte zijn officiële debuut voor Millwall in de halve finale van de Football League Trophy tegen Tranmere Rovers op 9 december. Vier dagen later maakte hij zijn competitiedebuut in de League One, waarin hij de volledige 90 minuten speelde in een 3-1 overwinning op Barnsley. Henry speelde nog acht wedstrijden tijdens dat seizoen, maar zijn vooruitgang werd verstoord door een ontwrichte schouder. In april 2015 tekende hij een contractverlenging van twee jaar en werd hij uitgeroepen tot Walsall's Young Player of the Year. 
Henry stond in het seizoen 2015-16 vast in de basisopstelling. Hij had een succesvol seizoen, speelde 44 wedstrijden, scoorde drie doelpunten en tekende een nieuw contract voor drie jaar. Walsall deed gedurende het seizoen voortdurend mee om promotie en eindigde op de derde plaats, wat hem kwalificeerde voor een plek in de play-offs, maar Henry's seizoen eindigde met een 6-1 nederlaag tegen het uiteindelijk promoverende Barnsley in de halve finale. Hij werd erkend voor zijn prestaties tijdens het seizoen en won in september 2015 de Football League Young Player of the Month- prijs, naast zijn benoeming in het League One PFA Team of the Year en een nominatie voor de Football League Young Player of the Year- prijs.
Henry speelde driemaal in het begin van het seizoen 2016-17, voordat hij op 13 augustus 2016 tegen Oldham Athletic opnieuw een schouderontwrichting opliep. Het optreden van Oldham bleek Henry's laatste voor Walsall te zijn. Hij speelde 57 wedstrijden en scoorde drie doelpunten voor de club. 

### Brentford
Op 31 augustus 2016 tekende Henry voor Championship-club Brentford voor een initiële vergoeding van £1,5 miljoen op basis van een contract van vijf jaar, oplopend tot £5 miljoen. De transfer bracht Henry weer samen met de voormalige Walsall-manager Dean Smith en de vergoeding maakte hem de duurste tiener ooit van Brentford. Op 8 september onderging hij een operatie aan zijn ontwrichte schouder en nadat hij weer fit was, maakte hij op 21 februari 2017 zijn eerste optreden voor Brentford, met een basisplaats in een 2-1 overwinning op Sheffield Wednesday. Hij verving Tom Field onmiddellijk als eerste keus linksback van hoofdcoach Dean Smith en speelde twaalf wedstrijden voordat zijn seizoen werd beëindigd door een knieblessure die hij begin mei 2017 opliep tijdens de training.
Henry keerde fit terug voor de start van het seizoen 2017-18, maar zijn seizoen werd beëindigd na zijn achtste optreden door een blessure aan de voorste kruisband die hij opliep tijdens een 2-2 gelijkspel met Middlesbrough op 30 september 2017, waarvoor een operatie nodig was. Henry keerde op 24 november terug met zijn eerste optreden in bijna 14 maanden, toevallig tegen Middlesbrough, met een late invalbeurt in een 2-1 nederlaag. Hij scoorde zijn eerste doelpunt voor de club in een 3-1 overwinning op Stoke City op 12 januari 2019 en zijn prestaties gedurende de maand leidden tot zijn nominatie voor de PFA Fans' Player of the Month-prijs. Een voetblessure die Henry in februari opliep, zorgde ervoor dat hij twee maanden van het seizoen miste en hij beëindigde een door blessures geplaagd seizoen met 16 optredens en één doelpunt.
Henry begon het seizoen 2019-20 volledig fit en tekende in augustus 2019 een nieuw contract voor vier jaar. Hij speelde 51 wedstrijden tijdens het seizoen, een persoonlijk record, wat resulteerde in een nederlaag in de finale van de Championship play-offs van 2020. Tegen de tijd dat Henry's seizoen 2020-21 werd verstoord door een gescheurde hamstring, opgelopen in februari 2021, was hij in alle competitiewedstrijden behalve één verschenen tijdens de campagne. Henry keerde terug voor de play-offs aan het einde van het seizoen, maar nadat hij als invaller had gespeeld in de eerste halve finale tegen AFC Bournemouth, werd hij voor de rest van het seizoen uitgeschakeld vanwege een gescheurde meniscus. In zijn afwezigheid promoveerde Brentford naar de Premier League met een overwinning in de finale van de play-offs. Ter erkenning van zijn prestaties tijdens het seizoen 2020-2021 werd Henry benoemd tot PFA Championship Team of the Year.
Henry begon het Premier League-seizoen 2021-22 als een vaste waarde op de linkerflank en hij scoorde in opeenvolgende competitiewedstrijden in november 2021, waarmee hij zijn doelpuntenaantal voor de club verdubbelde. In maart 2022 tekende Henry een nieuw contract voor vier jaar, met de optie voor nog een jaar, en hij beëindigde een seizoen in de middenmoot met 37 wedstrijden en drie doelpunten. Hij verbeterde zijn aantal optredens tot 39 in alle competities tijdens het seizoen 2022-23. 
Henry begon het seizoen 2023-24 als een vaste waarde, maar liep bij zijn vijfde optreden een blessure aan zijn voorste kruisband op,  in een 1-0 nederlaag tegen Newcastle United op 16 september 2023. Hij hervatte zijn volledige training in augustus 2024, maar een "kleine tegenslag" de volgende maand zorgde ervoor dat hij pas op 4 oktober 2024 weer volledig kon trainen. 

## Carrièrestatistieken
| Seizoen                         | Club            | Competitie      | Competitie | Competitie | Beker | Beker | Overig | Overig | Totaal | Totaal |
| Seizoen                         | Club            | Competitie      | Wed.       | Dlp.       | Wed.  | Dlp.  | Wed.   | Dlp.   | Wed.   | Dlp.   |
| ------------------------------- | --------------- | --------------- | ---------- | ---------- | ----- | ----- | ------ | ------ | ------ | ------ |
| 2014/15                         | Walsall         | League One      | 9          | 0          | 1     | 0     | –      | –      | 10     | 0      |
| 2015/16                         | Walsall         | League One      | 35         | 2          | 7     | 1     | 2      | 0      | 44     | 3      |
| 2016/17                         | Walsall         | League One      | 2          | 0          | 1     | 0     | –      | –      | 3      | 0      |
| 2016/17                         | Brentford       | Championship    | 12         | 0          | 0     | 0     | –      | –      | 12     | 0      |
| 2017/18                         | Brentford       | Championship    | 8          | 0          | 0     | 0     | –      | –      | 8      | 0      |
| 2018/19                         | Brentford       | Championship    | 14         | 1          | 2     | 0     | –      | –      | 16     | 2      |
| 2019/20                         | Brentford       | Championship    | 46         | 0          | 2     | 0     | 3      | 0      | 51     | 0      |
| 2020/21                         | Brentford       | Championship    | 30         | 1          | 4     | 0     | 1      | 0      | 35     | 1      |
| 2021/22                         | Brentford       | Premier League  | 34         | 3          | 3     | 0     | –      | –      | 37     | 3      |
| 2022/23                         | Brentford       | Premier League  | 37         | 0          | 2     | 0     | –      | –      | 39     | 0      |
| 2023/24                         | Brentford       | Premier League  | 5          | 0          | 0     | 0     | –      | –      | 5      | 0      |
| 2024/25                         | Brentford       | Premier League  | 0          | 0          | 0     | 0     | –      | –      | 0      | 0      |
| Carrière totaal                 | Carrière totaal | Carrière totaal | 232        | 7          | 22    | 0     | 6      | 0      | 260    | 7      |
| Bijgewerkt op 30 december 2024. |                 |                 |            |            |       |       |        |        |        |        |

## Interlandcarrière
Op 10 november 2015 kreeg Henry zijn eerste oproep voor de Engelse selectie onder 19 voor vriendschappelijke wedstrijden tegen Nederland en Japan.  Henry werd genoemd in de Engelse onder 20-selectie voor het Vierlandentoernooi van 2017 en verscheen in alle drie de wedstrijden toen de Young Lions de competitie wonnen.  Henry werd genoemd in de Engelse selectie voor het WK Onder 20 van 2017, maar moest zich vanwege een blessure terugtrekken. 